# Dsquared²
DSQUARED 2 è una casa di moda fondata nel 1995 a Toronto da Dean e Dan Caten. 

## Storia
Figli di genitori italiani, originari di Casalvieri (Frosinone) ed emigrati in Canada, precisamente a Willowdale in Ontario, i gemelli canadesi Dean e Dan Caten (vero cognome Catenacci) lavorano nella moda a livello internazionale dal 1984.
Si trasferirono a New York nel 1983 per frequentare la Parson's School of Design e nel 1991 giunsero in Italia dove nel 1994, dopo numerose collaborazioni con alcune case di moda, realizzarono la loro prima collezione maschile.

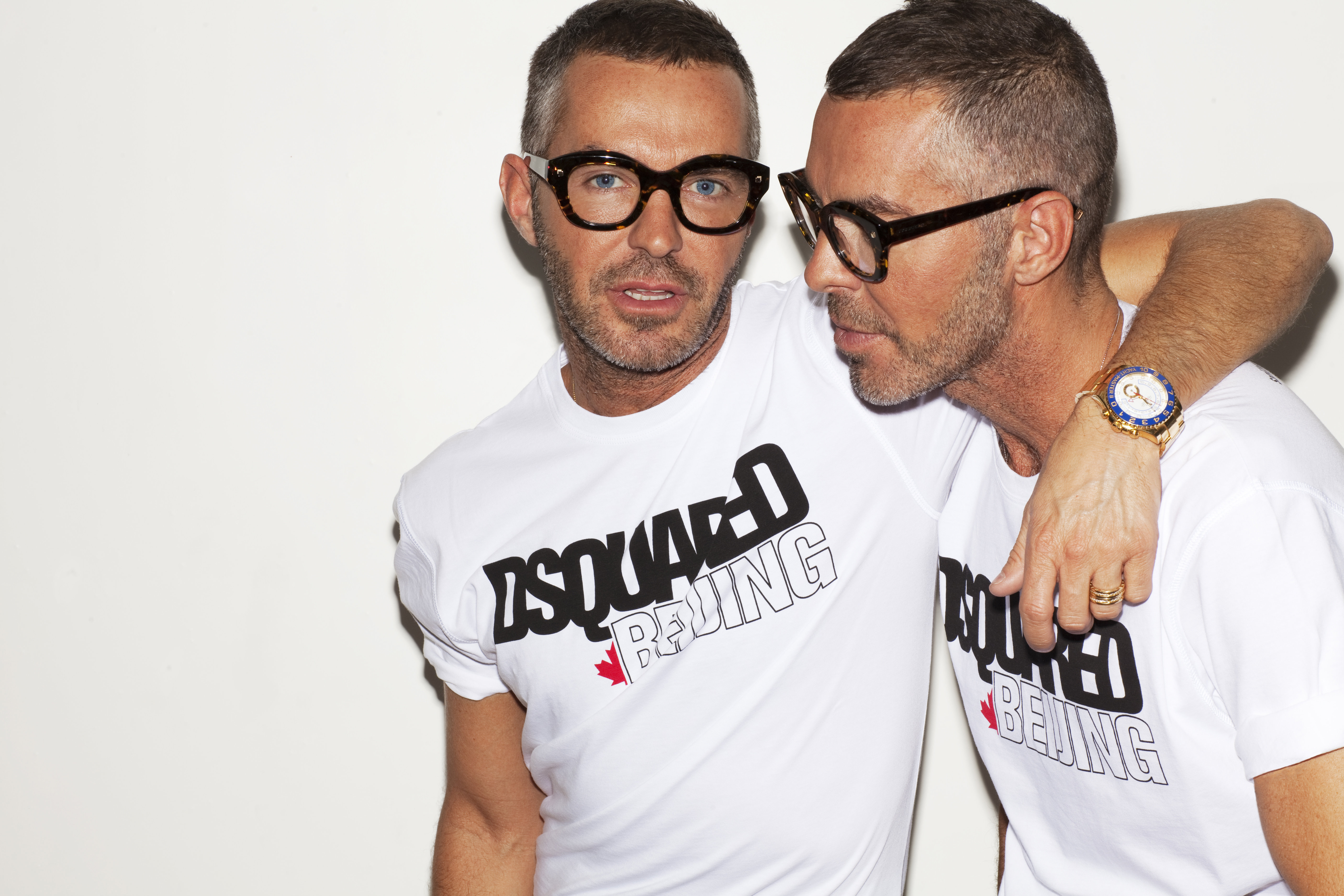
Dean e Dan Caten.

Nel 2000 hanno disegnato 150 completi per i ballerini del video musicale Don't Tell Me di Madonna e per il Drowned World Tour del 2001, tour in cui Madonna è stata vestita anche da Jean-Paul Gaultier. Successivamente la casa di moda ha aperto la stagione autunno/inverno '03-'04 con un'intera collezione donna, a cui hanno preso parte supermodel come Naomi Campbell, Eva Herzigová, Karolína Kurková e Fernanda Tavares.
Nel 2002 Staff International è divenuta licenziataria del marchio. Nel 2003 Dsquared² ha ricevuto il premio "La Kore" come "Disegnatori più originali". Poi nell'ottobre dello stesso anno Dean e Dan Caten sono stati nominati Uomini dell'anno da GQ USA per la categoria "Miglior gruppo di stilisti rivoluzionari".
Sempre nel 2003 Christina Aguilera ha vestito Dsquared² durante il Stripped World Tour. Successivamente la Aguilera ha sfilato come ospite d'onore durante la sfilata uomo primavera/estate 2005.
Nel 2006 Dean e Dan hanno vinto il premio spagnolo "Aguja de Oro" ("Ago d'Oro"); per l'occasione, i due fratelli hanno realizzato un abito che rimarrà in mostra al Museo del Traje di Madrid. Nel dicembre del 2007 Dean e Dan hanno vinto il Premio uomo dell'anno GQ Spagna come "Miglior disegnatore dell'anno".
Dal 2006 al 2010 Dsquared² ha realizzato le divise ufficiali della Juventus.
Nel 2007 i gemelli Caten hanno disegnato gli abiti per Laura Pausini per l'unica data del suo tour mondiale allo Stadio San Siro di Milano il 2 giugno 2007. Sempre nel 2007 viene lanciato il primo profumo maschile Dsquared² He Wood, mentre nel 2008 è stato lanciato il primo profumo femminile She Wood; negli anni successivi sono stati lanciati altri profumi.
A settembre 2007 Rihanna ha fatto il suo debutto in passerella per la collezione Donna P/E '08 Dsquared².
Nello stesso periodo Fergie ha presentato il suo nuovo video, Clumsy, in cui i gemelli Caten l'accompagnano lungo la passerella di una sfilata.
Il 17 aprile 2008 l'organizzazione Fashion Group International, ha premiato Dean e Dan Caten. Il 13 novembre dello stesso anno, la rivista GQ Germania ha conferito a Dean e Dan Caten il premio Uomo dell'anno per la categoria "Miglior disegnatore dell'anno". Nel 2008, inoltre, hanno siglato un contratto con Gruppo Marcolin per la produzione e la distribuzione mondiale di montature da vista e occhiali da sole.
I due hanno ricevuto la stella del Canada's Walk of Fame e del Canada Honour per il 2009. La cerimonia ufficiale è avvenuta a Toronto l'11 e il 12 settembre 2009. Nel 2009 Dsquared² ha realizzato i costumi di scena per Britney Spears da indossare durante il tour mondiale, The Circus: Starring Britney Spears. L'anno seguente hanno realizzato i costumi di scena per i tour Welcome to Humanoid City Tour dei Tokio Hotel, il cui leader Bill Kaulitz ha debuttato come modello per Dsquared² per la sfilata Uomo A/I 2010-2011.
Dal 2009 al 2011 hanno realizzato le divise ufficiali per il Futbol Club Barcelona.
Sono stati nominati costumisti per le cerimonie di apertura e di chiusura dei XXI Giochi olimpici invernali del 2010 a Vancouver; i gemelli hanno inoltre portato la torcia olimpica.

## Sedi
La prima boutique del marchio è stata aperta a Milano successivamente sono state aperte sedi anche nel 2008 a Capri, Kiev, Istanbul e Hong Kong, nel 2009 a Cannes, Dubai, Singapore e Kowloon, nel 2010 ad Atene, Salonicco, Monte Carlo e Shanghai, nel 2011 a Pechino e Parigi.
Nel 2020 è stata aperta una nuova sede a Lisbona.

## Profumi
Di seguito sono elencati i profumi maschili e femminili Dsquared²
Maschili
- 2007 - He Wood
- 2009 - He Wood Rocky Mountain Wood
- 2010 - He Wood Ocean Wet Wood
- 2011 - He Wood Silver Wind Wood
- 2011 - Potion
- 2013 - Potion Blue Cadet
- 2013 - Potion Royal Black
- 2014 - Wild

Femminili
- 2008 - She Wood
- 2009 - She Wood Velvet Forest Wood
- 2010 - She Wood Crystal Creek Wood
- 2011 - She Wood Golden Light Wood
- 2012 - Potion for Women